# Scrignac
Scrignac település Franciaországban, Finistère megyében. Lakosainak száma 781 fő (2022. január 1.). Scrignac Carnoët, Berrien, Bolazec, Botsorhel, Le Cloître-Saint-Thégonnec, Lannéanou, Plougonven és Poullaouen községekkel határos.

## Népesség
A település népessége az elmúlt években az alábbi módon változott:
| Lakosok száma | 1687 | 1222 | 1005 | 825  | 807  | 801  | 757  | 736  | 739  | 781  |
|               | 1968 | 1982 | 1990 | 2006 | 2013 | 2015 | 2017 | 2019 | 2020 | 2022 |